# Pollice verso

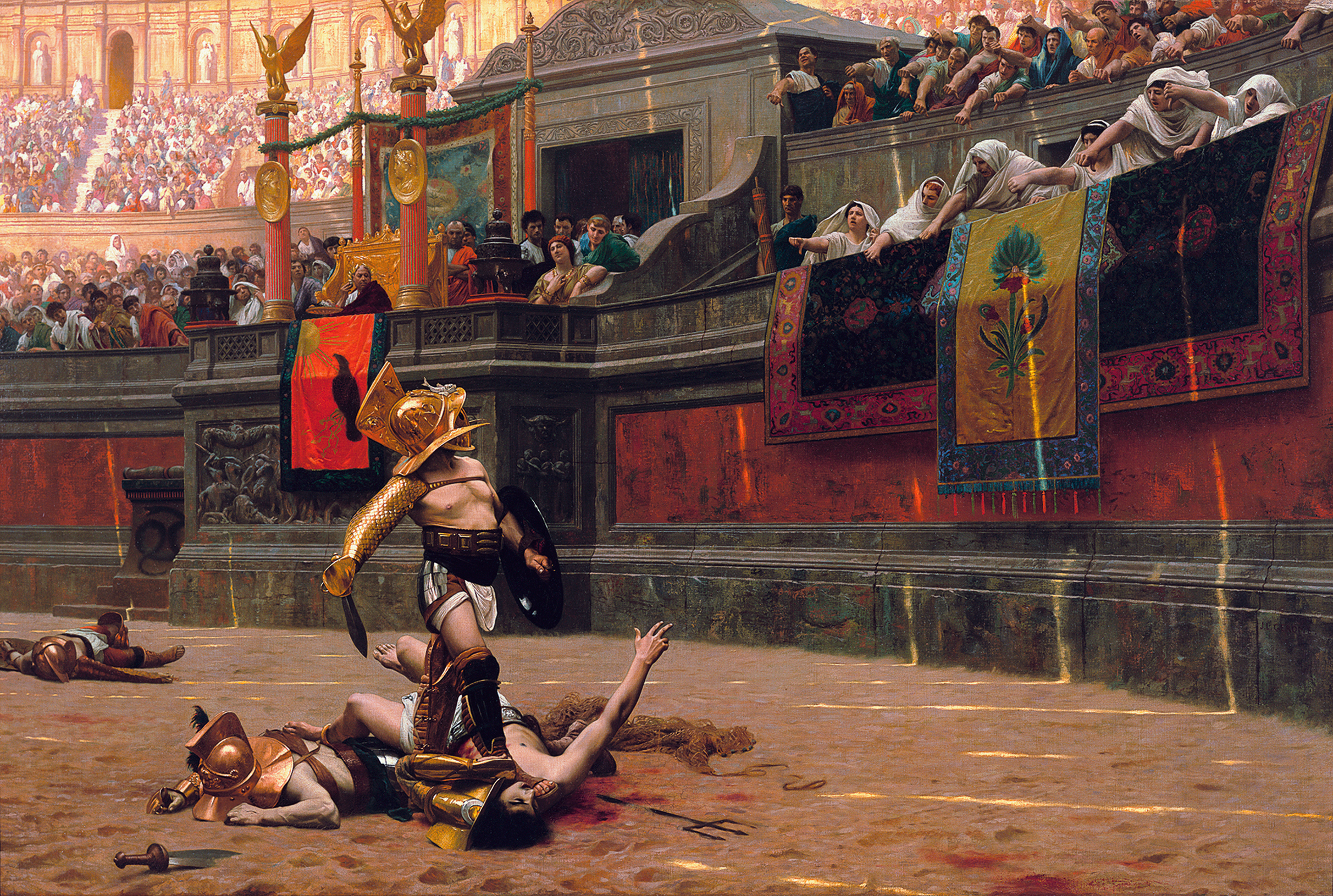
Pollice verso, un cuadro de 1872 de Jean-Léon Gérôme (Phoenix Art Gallery).

Pollice verso o verso pollice es una expresión latina, que significa «con el pulgar al revés», empleada en los combates entre gladiadores. Hace referencia al gesto utilizado por las multitudes en la Antigua Roma para juzgar a un gladiador derrotado.

## Significado
Las fuentes sobre el gesto son escasas y contradictorias. Las Sátiras de Juvenal («verso pollice vulgus cum iubet») parecen dar espacio a la realidad, pero las fuentes históricas no hablan con claridad sobre el gesto. El poeta hispanolatino Prudencio, en contra Symmachum 2.1096 usa el verbo convertere: «Et, quoties victor ferrum jugulo inserit, illa delicias ait esse suas, pectusque jacentis virgo modesta jubet converso pollice rumpi». Otras expresiones son pollicem premere y pollex infestus.
De hecho, en todos los pasajes latinos, el problema se encuentra en el significado que se da a la expresión «verso pollice» o «converso pollice», es decir, si el giro de muñeca debe efectuarse con el pulgar hacia arriba o hacia abajo.
Es probable que con «Pollex Versus» se entendiese que el pulgar está dispuesto horizontalmente por el gladiador, que va a recibir el «golpe de gracia». Además, el pulgar horizontal representa la posición que asume el gladiador cuando va a recibir el «golpe de gracia».
Por tanto, parece razonable que el pulgar hacia abajo no significaba la muerte del gladiador. Al contrario de lo que a menudo se muestra en las películas, para indicar la muerte se apuntaba con el dedo pulgar hacia arriba[cita requerida] u horizontalmente[cita requerida], ya que se trata de un gesto que recuerda el acto de desenvainar una espada. Por el contrario, el gesto de introducir el pulgar en el puño como espada envainada (Premere pollicem) permitía salvar la vida del gladiador que había sido derrotado[cita requerida]
En 1997, el sur de Francia, se descubrió un medallón romano del siglo II o III, en el que aparece representado un tribunal con el dedo pulgar introducido en el puño cerrado, cerca de dos gladiadores, con la inscripción «los que estaban serán liberados».
El origen del equívoco proviene del cuadro Pollice verso (1872) de Jean-Léon Gérôme, una interpretación errónea del mismo acabó popularizando un significado errado del gesto. Asimismo todo el «cine de romanos», como se puede observar en películas como Quo vadis (1951), Ben Hur (1959), o Gladiator (2000), contribuyó a la consolidación de esta creencia en la cultura popular.